# Millerntor-Stadion
Millerntor-Stadion är en fotbollsarena i Hamburg-St. Pauli, som används av Bundesliga-klubben FC St. Pauli.

## Historia

### Tiden före Millerntor
De första idrottsanläggningarna på Heiligengeistfeld byggdes efter första världskriget. Dessa anläggningar utgjordes av enkla planer och kom att användas av FC St. Pauli (då under namnet St. Pauli TV) och andra idrottsföreningar för arbetare (Arbeitersportkartells).
År 1946 byggde FC St. Pauli sin första egna fotbollsarena. Arenan byggdes delvis på den ursprungliga platsen för Hamburgs observatorium som år 1912 hade flyttat till Bergedorf. Arenan var belägen på Heiligengeistfeld, mitt emot den gamla brandstationen och i hörnet mellan Glacischaussee och Budapester straße (mellan år 1946 och 1956 kallad Ernst Thälmann straße). Hamburg var svårt sargat av andra världskriget, men den nya arenan kunde ändå bli verklighet tack vare hjälp från klubbens medlemmar och supportrar. Den nya arenan revs dock redan år 1961. Detta på grund av Internationale Gartenschau som skulle arrangeras år 1963 i Hamburg. På platsen byggdes istället Planten un Blomen, en 47 hektar stor park och botanisk trädgård. (På platsen finns idag den norra nedgången till U Bahn-stationen St. Pauli.)

### 1963–1969
Millerntor-Stadion öppnades år 1963 och var en då en arena typiskt för sin tidsperiod, öppen, relativt liten och med betongkonstruktioner. Sådana arenor uppfattas ofta som tråkiga men finns fortfarande kvar i de lägre divisionerna där forna förstadivisionklubbar spelar.
Inledningsvis var arenans maximala publikkapacitet 32 000 personer men på grund av säkerhetskrav så minskades publikkapaciteten i olika etapper till 20 629 personer.
Millerntor-Stadion är byggd nära centrum vilket är förhållandevis ovanligt för modernare arenor.

### 1970–1998
I och med början av den här tidsperioden bytte Millerntor-Stadion namn till Wilhelm-Koch-Stadion, något som fansen protesterade emot. Arenan bytte senare tillbaka till Millerntor-Stadion på grund av Wilhelm Kochs medlemskap i Nationalsocialistiska tyska arbetarepartiet.
FC St. Pauli kvalificerade sig för spel i Bundesliga efter säsongen 1987–88. År 1988 byggdes därför en temporär sittplatsläktare över den motsatta långsidan ("Die Gegengerade"). Sittplatsläktaren fortsatte att vara i bruk fram till år 2012 då hela motsatta långsidan revs inför dess totala omyggnad.

### Ombyggnad 2006–
Ombyggnaden påbörjades i mitten av december 2006 då den södra läktaren revs. Kapaciteten sjönk till 15 600 personer och kritiska röster bland supportrarna kallade rivningen för "Littman-hålet". Detta med hänvisning till klubbens dåvarande och kontroversiella ordförande Corny Littman. Byggandet av den nya södra läktaren påbörjades dock under våren 2007.

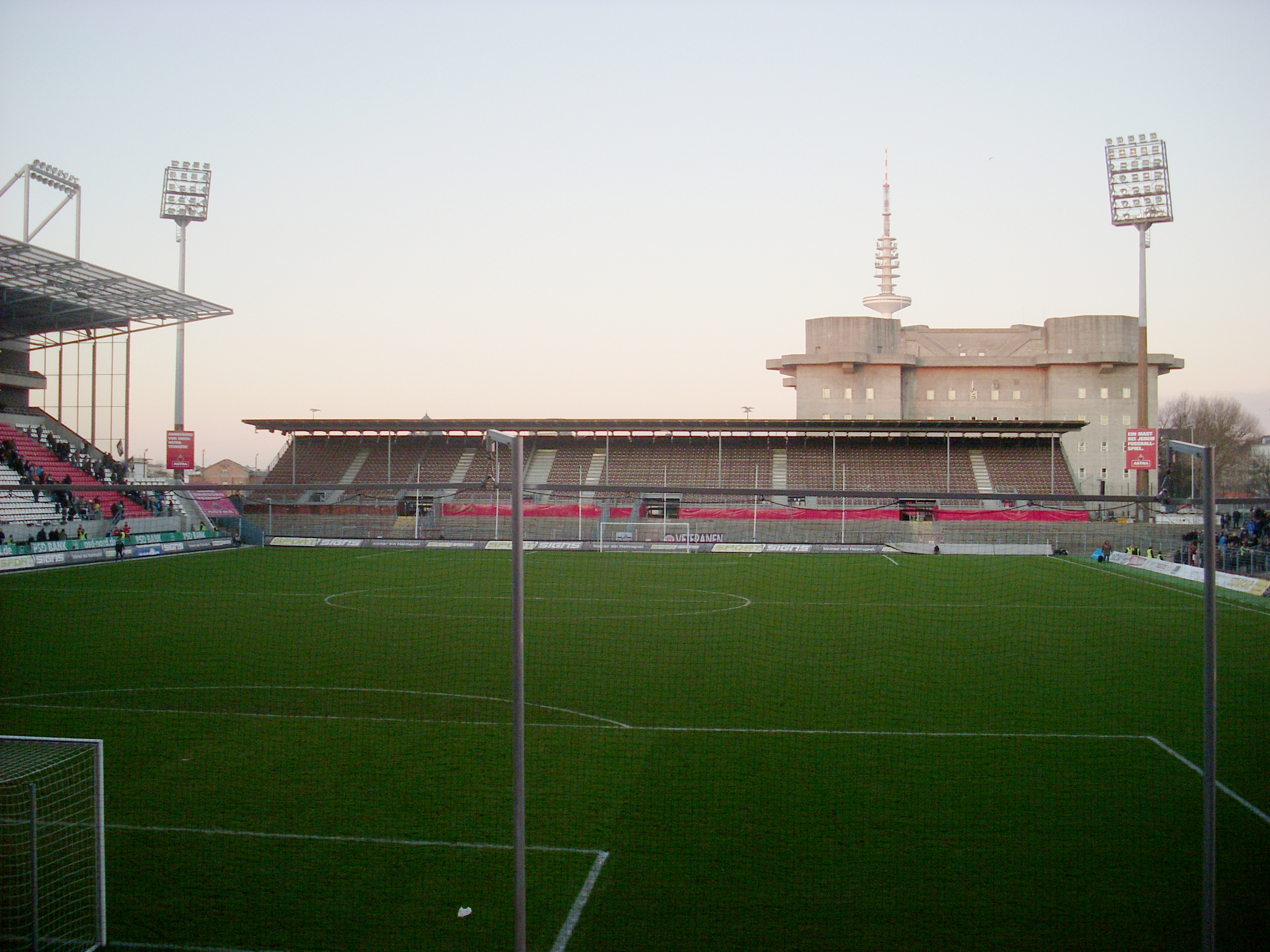
Den ombyggda norra läktaren år 2012.

Den nya södra läktaren blev färdigställd i början av 2008, och tillsammans med en ny sittplatsläktare ovanför den norra läktaren möjliggjordes en publikkapacitet på 22 648 personer (vilket var publiksiffran vid matchen FC St. Pauli – VfL Osnabrück den 20 mars 2008). I samband med att den södra läktaren byggdes om uppgraderades också Millerntor-Stadion i andra avseenden så att alla tekniska krav från DFL (Deutsche Fußball Liga) skulle uppfyllas. Även den gamla kultförklarade manuella måltavlan byttes ut mot en digital.
Efter att den södra läktaren var färdigställd påbörjades ombyggnaden av huvudläktaren. Den gamla huvudläktaren revs i mitten av november 2009 och den nya huvudläktaren blev färdigställd inför säsongen 2010–11. Den nya huvudläktaren innebar ett väsentligt tillskott av sittplatser och möjliggjorde en förhöjd publikkapacitet om 24 487 personer.

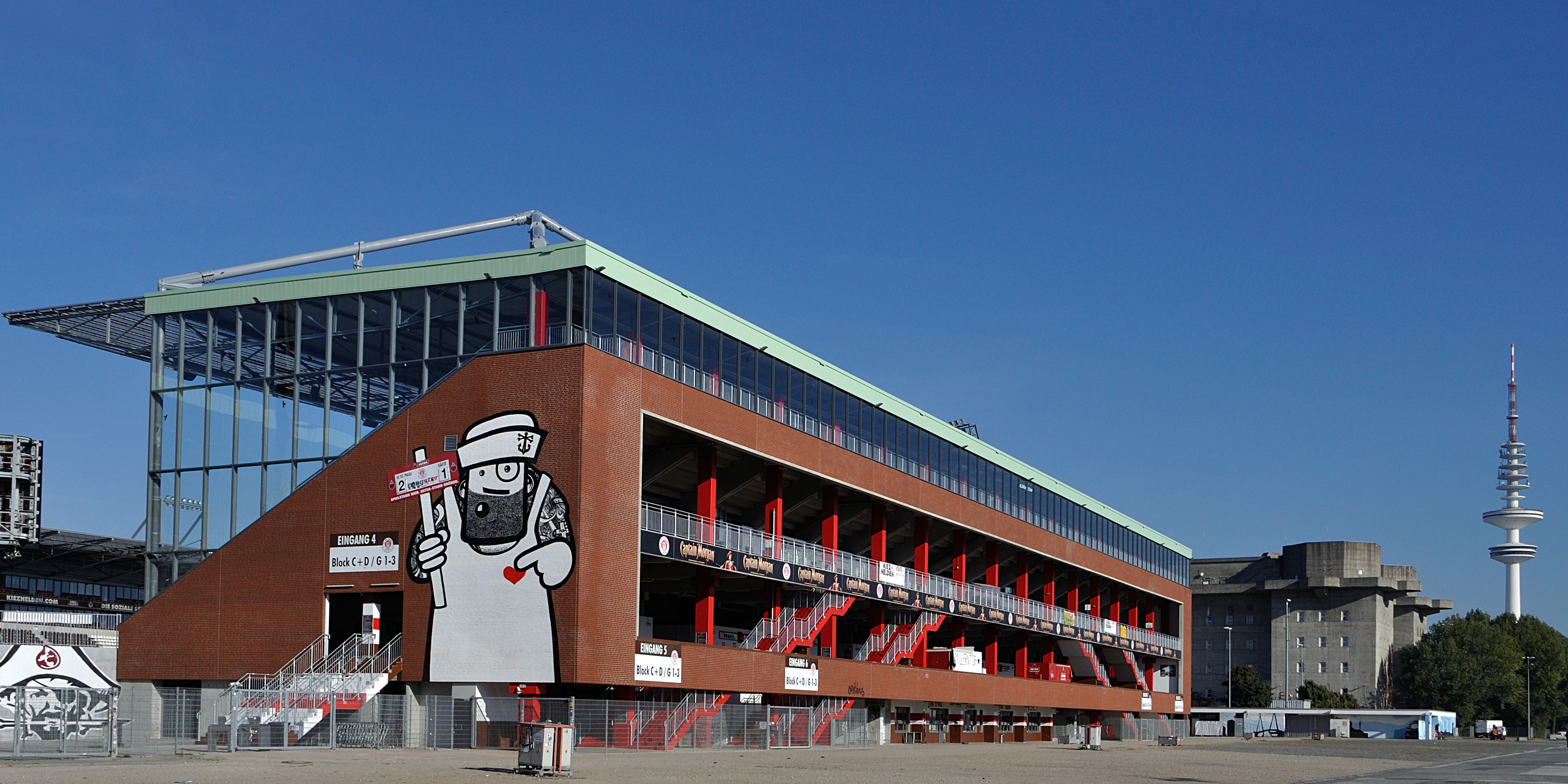
Den nya motsatta långsidan år 2013.

I januari 2012 påbörjades ombyggnaden av den motsatta långsidan med en ny gångtunnel under Heiligengeistfeld. Ombyggnaden föregicks av en omfattande diskussion om hur den läktaren skulle se ut, och under hösten 2011 diskuterades förslag från två olika arkitektbyråer. I november 2011 meddelade klubbens ordförande Stefan Orth att klubben hade beslutat sig för att välja en klassisk design från den Dortmund-baserade arkitektbyrån art.te.plan GmbH.  Inför klubbens beslut konsulterades även klubbens supportrar och anledningarna till slutliga beslutet var bland annat byggnadstid, kostnad, säkerhet och smak. Enligt den klassiska designen skulle den nya motsatta långsidan få samma röda tegelfasad som övriga renoverade läktare och den nya motsatta långsidan skulle tillåta en egen publikkapacitet på 13 199 åskådare, varav 10 126 skulle utgöras av ståplatser närmast planen.
Rivningen av den motsatta långsidan påbörjades efter matchen mot SC Paderborn i maj 2012. Huvudentreprenör för ombyggnaden var företaget Walter Hellmich GmbH. Den nya långsidan öppnades i början av 2013 och arenans publikkapacitet ökade till 29 063 personer.
Den norra läktaren utgör den sista etappen i renoveringen av Millerntor-Stadion. Den nya norra läktaren planeras tillåta en egen publikkapacitet om 5 200 sitt- och ståplatser för hemma- och bortasupportrar. Rivningen av den norra läktaren påbörjades till fullo efter matchen i Tyska cupen mot Borussia Dortmund i slutet av oktober 2014. Efter att rivningen är slutförd kommer marken att analyseras och genomsökas efter odetonerade bomber från Andra världskriget och därefter kommer ombyggnaden att påbörjas. Efter att den norra läktaren är färdigställd beräknas arenans kapacitet att bli cirka 30 000 personer.

## Kapacitet
Millerntor-Stadion har en kapacitet om 29 546 platser varav 16 940 är ståplatser och 12 606 är sittplatser.

## Läge

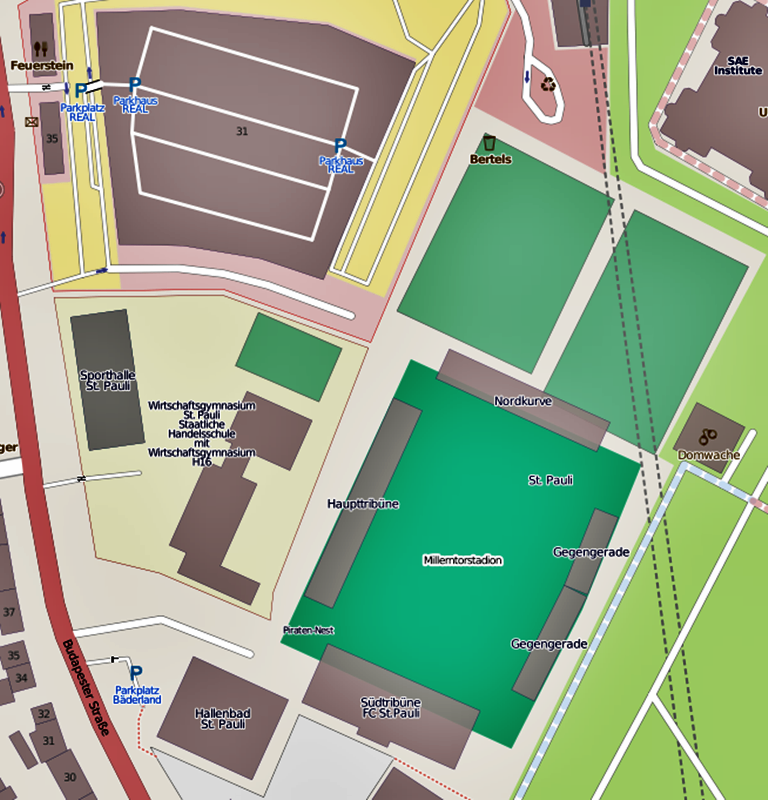
En karta över omgivningen.
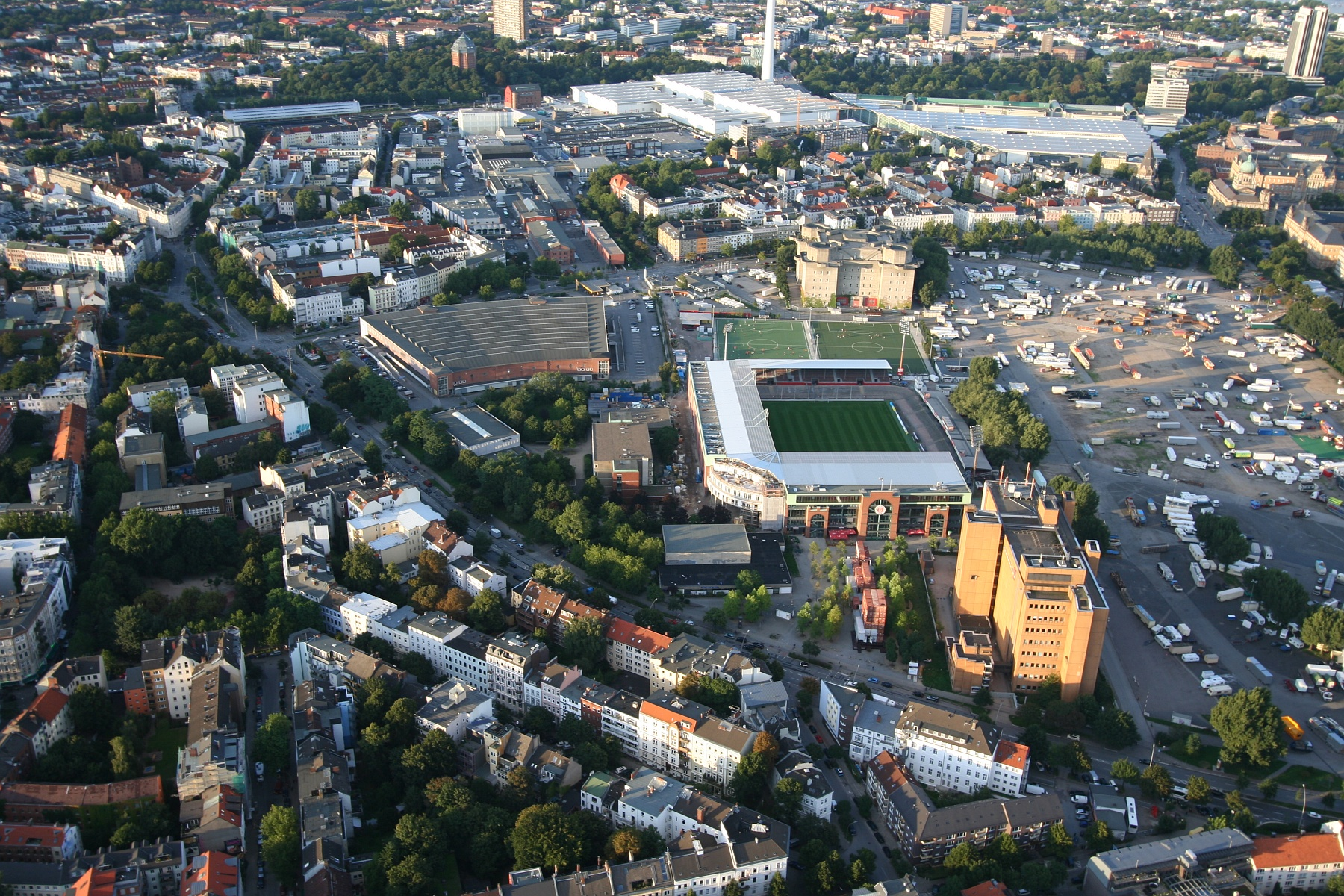
Millerntor-Stadion och dess omgivning år 2010.
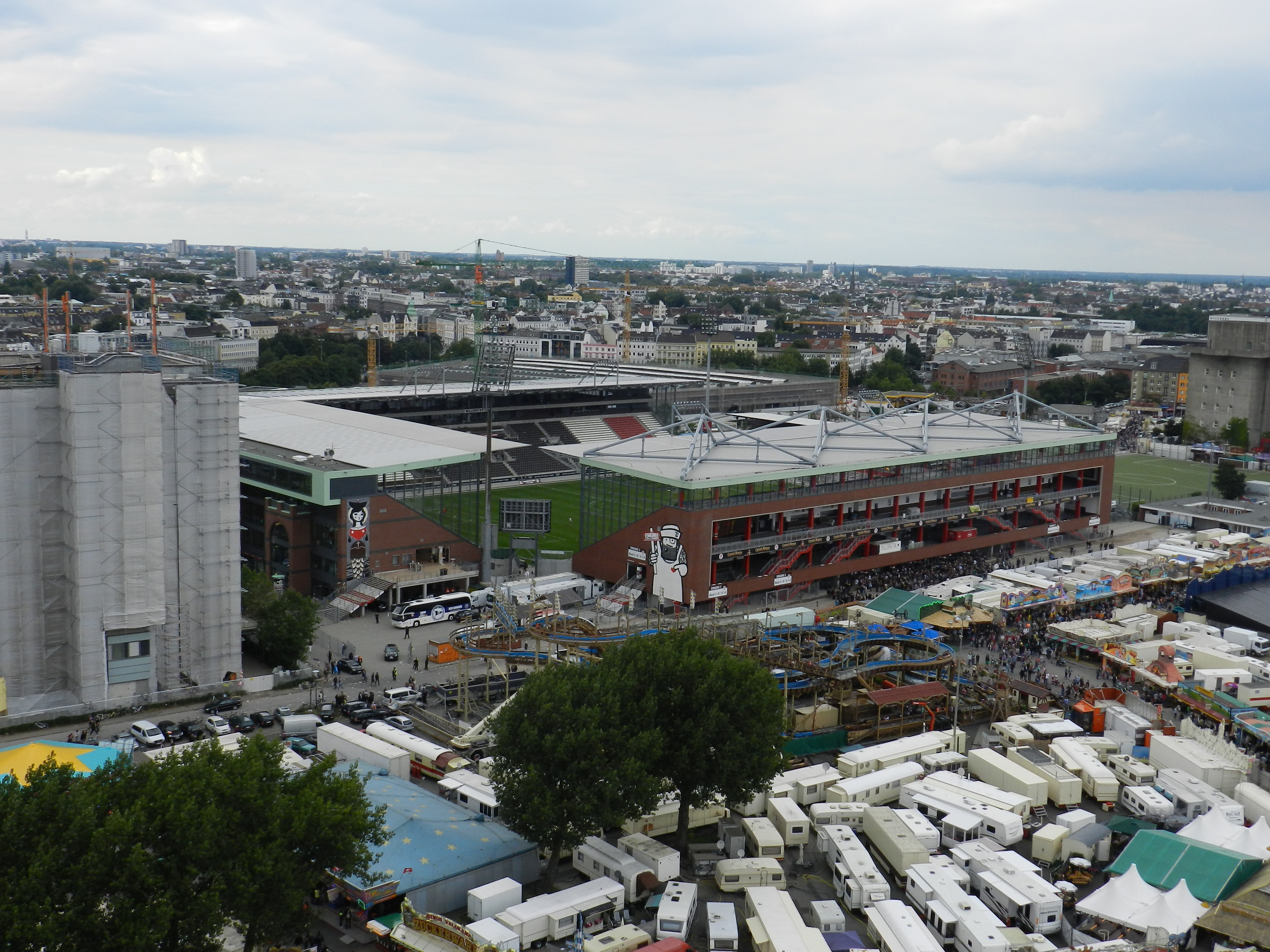
Millerntor-Stadion och dess omgivning år 2013.

## Foton

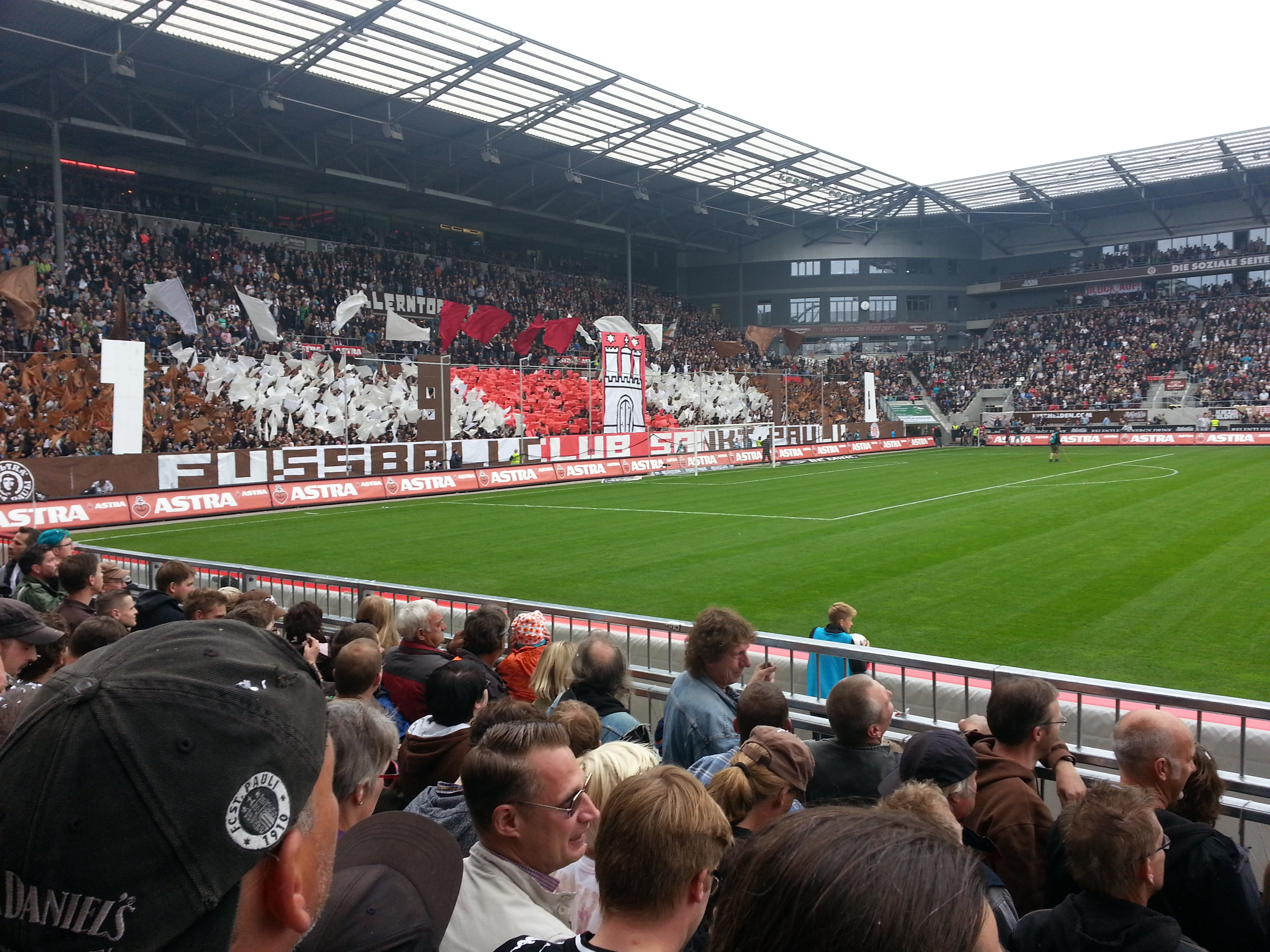
Matchen FC St. Pauli - FSV Frankfurt år 2013, bild tagen från nya motsatta långsidan.
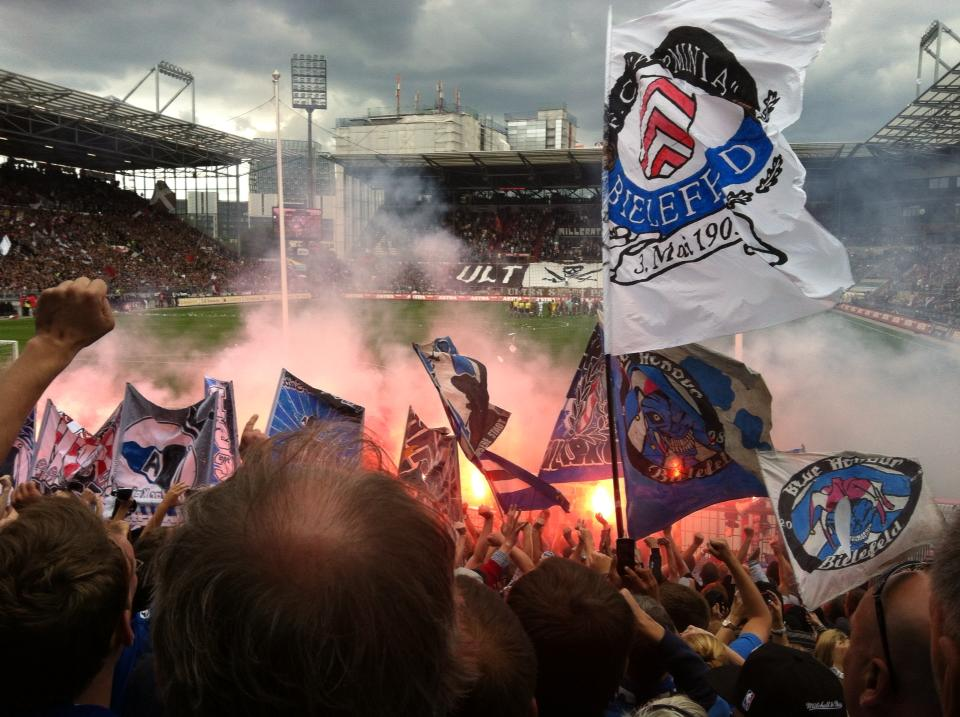
Matchen FC St. Pauli - DSC Arminia Bielefeld år 2013, bild tagen från norra läktaren.